# تيدي غارسيا
تيدي غارسيا (بالإنجليزية: Teddy Garcia)‏ هو لاعب كرة قدم أمريكية أمريكي، ولد في 4 يونيو 1964 في مقاطعة كادو في الولايات المتحدة.

## وصلات خارجية
- تيدي غارسيا على موقع مرجع كرة القدم المحترفة.كوم (الإنجليزية)